# کنسرو آب

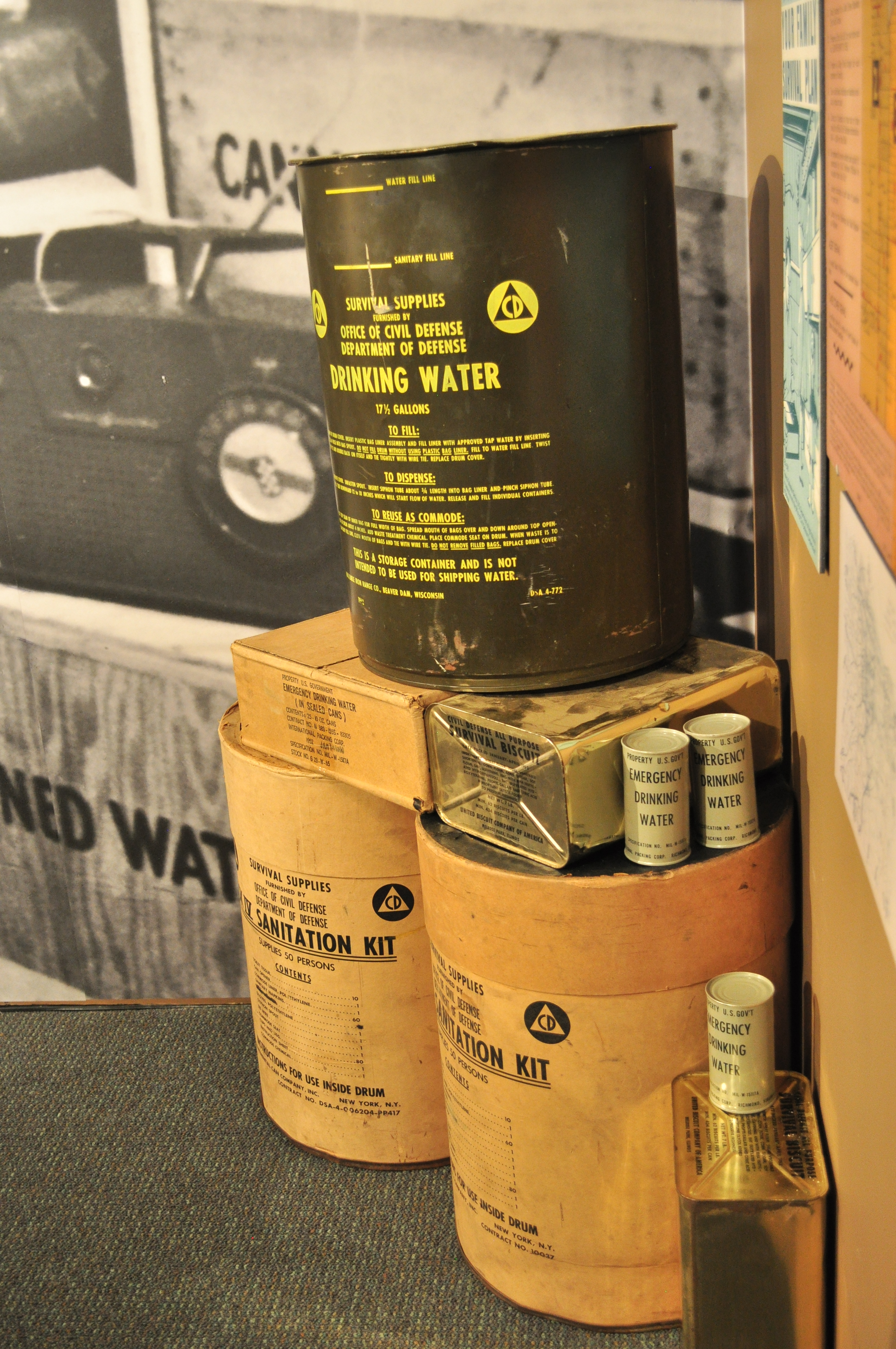
قوطی بزرگ آب با سایر وسایل زنده ماندن

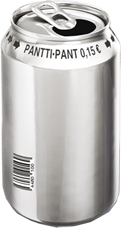
قوطی نوشیدنی

کنسرو آب آشامیدنی شامل آب چشمه، آب چشمه آرتزین، آب تصفیه شده، آب گازدار و آب معدنی است که در قوطی‌های نوشیدنی ساخته شده از آلومینیوم یا فولاد قلع اندود بسته‌بندی شده‌است.
قوطی‌ها و بطری‌های آلومینیومی که به صورت انفرادی سرو می‌شوند، جایگزین‌های کمتری برای آب بطری‌شده هستند. آب کنسرو شده اغلب در جاهایی استفاده می‌شود که سیستم‌های ذخیره یا توزیع برای قوطی‌ها تنظیم شده‌است. برخی از شرکت‌ها آب را در قوطی‌ها راه‌اندازی کرده‌اند و جایگزینی سازگار با محیط زیست برای بطری‌های پلاستیکی ارائه می‌کنند.
قوطی در اندازه‌های مختلف برای ذخیره آب آشامیدنی برای آمادگی در شرایط اضطراری نیز استفاده می‌شود. آب بخش مهمی از ذخایر فردی یا دولتی است. آب در قوطی‌های فولادی که با کیسه‌های پلاستیکی پوشانده شده بودند، تحت برنامه دفاع مدنی ایالات متحده ذخیره می‌شد. تقریباً دوازده میلیون ۱۷٫۵ گالون آمریکایی (۶۶ لیتر) قوطی‌ها مستقر شدند و می‌توانستند آب را بیش از ده سال نگه دارند.
بعداً، برخی از تولیدکنندگان شروع به استفاده از شستشوی نیتروژن برای حذف هوا و باکتری از قوطی‌های خود کردند تا عمر مفید را تا ۳۰ سال یا بیشتر افزایش دهند و آب را برای نگهداری طولانی مدت مناسب کنند.

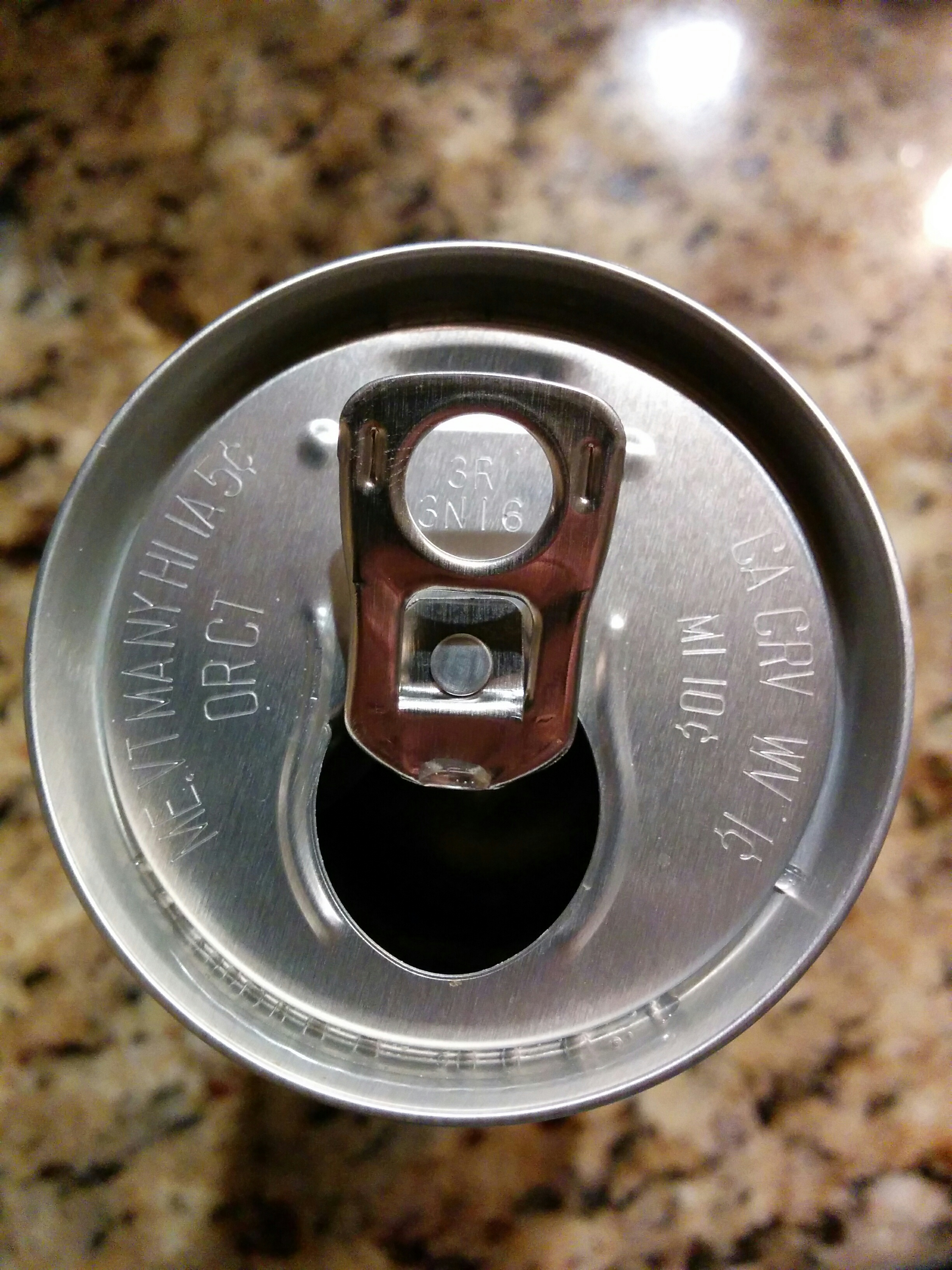
بالای یک قوطی آب معدنی گازدار

آب بطری‌های پلاستیکی شناخته شده‌است که پیامدهای منفی زیست‌محیطی دارد. تخمین زده می‌شود که تنها حدود ۹ درصد از کل پلاستیک بازیافت می‌شود. حدود ۷۹ درصد از این زباله‌های پلاستیکی در محل‌های دفن زباله دفع می‌شوند، سوزانده می‌شوند و زباله‌ها را می‌سوزانند که منجر به ورود مقداری پلاستیک به آبراه‌ها می‌شود. در مقابل، تا ۶۵ درصد از تمام قوطی‌های آلومینیومی بازیافت می‌شوند و قوطی‌های آلومینیومی را به بازیافت‌ترین ظرف نوشیدنی روی کره زمین تبدیل می‌کند. با توجه به تأثیر مخرب پلاستیک بر محیط زیست، بسیاری از تولیدکنندگان به سمت قوطی‌های آلومینیومی و بطری‌های شیشه ای به عنوان راه حل پایدارتری برای آب آشامیدنی بسته‌بندی شده روی آورده‌اند.